# Miejska Komunikacja Samochodowa w Tarnobrzegu
Przedsiębiorstwo Miejskiej Komunikacji Samochodowej w Tarnobrzegu.

## Historia
MKS Tarnobrzeg powstał w 1984 roku, po tym jak Tarnobrzeg został stolicą województwa. Wcześniej komunikację w mieście obsługiwał MKS Sandomierz – były to dwie linie: pierwsza, łącząca oba miasta, i druga, okrężna po Tarnobrzegu. W swoich najlepszych czasach MKS Tarnobrzeg obsługiwał połączenia do prawie wszystkich okolicznych miejscowości. W 1985 roku wybudowano zajezdnię przy ul. Zwierzynieckiej, a w 1987 uruchomiono, najbardziej dochodową, linię nr 11 do Sandomierza (przez pewien czas działała jednocześnie z sandomierską linią nr 13). Lata świetności minęły razem z powolną likwidacją kopalni siarki Machów i przejęciem spółki przez miasto. Spowodowało to likwidację prawie wszystkich linii podmiejskich, oprócz "1" do Chmielowa oraz "11" do Sandomierza. Na początku lat 90. XX wieku próbowano przywrócić linie do Koprzywnicy i Majdanu Królewskiego, ale po pewnym czasie ponownie je zlikwidowano.
Problemy finansowe, problemy zarządzania firmą, jak i przegrany przetarg na obsługę komunikacji miejskiej w Tarnobrzegu w 2013 roku, spowodowały w 2015 włączenie firmy, do PKS Tarnobrzeg, jednocześnie ulegając likwidacji.

## Tabor
Na początku działalności MKS Tarnobrzeg posiadało wyłącznie autobusy marki Autosan H9. Obecny stan posiadania uwidoczniono w poniższej tabeli:
| Numery taborowe | Typ autobusu                                | Eksploatacja od                             | Eksploatacja do                             | przewóz osób na wózkach                     | Liczba |
| --------------- | ------------------------------------------- | ------------------------------------------- | ------------------------------------------- | ------------------------------------------- | ------ |
| 62              | Autosan Sancity 9LE                         | 2010                                        | 2013                                        | przewóz osób na wózkach                     | 1      |
| 63              | Autosan Sancity 12Lx                        | 2010                                        | 2013                                        | przewóz osób na wózkach                     | 1      |
| 13-41           | Jelcz PR110M                                | 1991                                        | 2015                                        |                                             | 5      |
| 51,52,53        | Jelcz 120M                                  | 1996                                        | 2013                                        |                                             | 3      |
| 54,55           | Kapena City                                 | 2000                                        | 2015                                        |                                             | 2      |
| 57,58           | Mercedes O530                               | 2008                                        | 2015                                        |                                             | 2      |
| 56,59,60,61     | Mercedes O405N                              | 2008                                        | 2015                                        | przewóz osób na wózkach                     | 4      |
|                 | Wszystkie pojazdy                           | Wszystkie pojazdy                           | Wszystkie pojazdy                           | Wszystkie pojazdy                           | 18     |
|                 | Udział autobusów niskopodłogowych we flocie | Udział autobusów niskopodłogowych we flocie | Udział autobusów niskopodłogowych we flocie | Udział autobusów niskopodłogowych we flocie | 44%    |

Od 19 października 2010 flota powiększyła się o dwa nowe autobusy: dużego Autosana SanCity 12LE (110 miejsc) oraz SanCity 9LE (60 miejsc).
Oba zostały wzięte w leasing. W 2013 zostały skonfiskowane przez firmę leasingową z powodu braku spłaty rat.